# Дивкович, Марко
Марко Дивкович (хорв. Marko Divković; род. 11 июня 1999, Винковцы, Вуковарско-Сремская жупания) — хорватский футболист, вингер клуба «Брондбю».

## Клубная карьера
Дивкович — воспитанник клубов «Оток», академии лондонского «Арсенала» в Греции и словацкого ДАК 1904. 22 июля 2017 года в матче против «Железиарне» он дебютировал в чемпионате Словакии в составе последнего. 20 августа в поединке против «Жилины» Марко забил свой первый гол за ДАК 1904. 17 сентября в матче Лиги Европы против чешского «Яблонца» он сделал «дубль». Летом 2021 года Дивкович на правах аренды перешёл в датский «Брондбю». 19 сентября в матче против «Сённерйюска» он дебютировал в датской Суперлиге. 13 марта 2022 года в поединке против «Орхуса» Марко забил свой первый гол за Брондбю. По окончании аренды клуб выкупил трансфер игрока. 